# Abiada
Abiada es una localidad del municipio español de la Hermandad de Campoo de Suso (Cantabria), perteneciente a la comarca de Campoo-Los Valles. Se encuentra a 13 kilómetros de Reinosa y a 12 kilómetros de la estación de esquí de Alto Campoo. Está situada en la vertiente sur de la sierra del Cordel, y en la ribera del río Guares, principal afluente del Híjar. 
Está a una altitud sobre el nivel del mar de 1.065 metros, y tiene una población de 89 habitantes (50 varones y 39 mujeres en 2019). Respecto a la economía, predominaba el sector primario si bien hoy el sector servicios se ha convertido en la principal actividad económica. Abiada posee alojamientos rurales y restaurantes.

## Paisaje y naturaleza
Se sitúa en el área más occidental del Valle de Campoo, a 1.065 metros de altura, en una zona conocida como La Joyanca, valle glaciar que comprende los pueblos más altos de la comarca: La Lomba, Entrambasaguas, Mazandrero, Hoz de Abiada y Abiada. Se encuentra perfectamente resguardado de los vientos del norte por el murallón que forman las cumbres del pico Liguardi (1.967 metros) y el Cordel (2.040 metros) y se abre hacia el sureste a través de la explanada de La Joyanca. 
En su término se encuentra el lote de caza mayor de la reserva del Saja llamado "Lote Abiada y La Lomba".

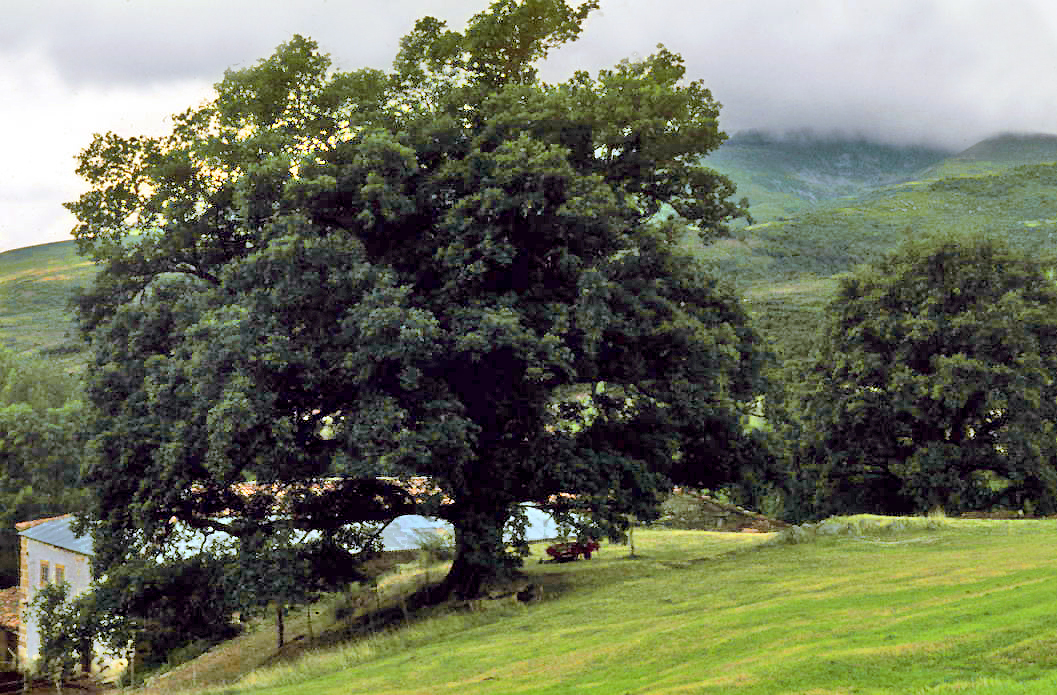
La Cajigona de Casa Sopeña

En los alrededores se conservan buenas manchas boscosas destacándose un robledal de "Quercus pyrenaica" en las laderas del Liguardi y, sobre todo, el acebal y hayedo de la vertiente norte del río Guares. Las aguas de este importante afluente del Híjar bajan muy rápidas formando en ocasiones espectaculares cascadas, como la del Pozo de la Ureña, donde el río se encajona entre dos rocas aprovechadas desde antiguo como basamento de un bello puente de piedra. En la parte alta del pueblo, se conserva una cajiga monumental con más de veinticinco metros de envergadura que protagoniza una simpática rivalidad entre los vecinos de Abiada, que presumen de su árbol y los de La Hoz, que lo hacen del no menos gigantesco “Abuelo”. También reseñable es el tejo situado en la finca particular de una casa que está enfrente de la iglesia bajando por la calle que lleva en dirección a Entrambasaguas.

## Historia
Hay restos en la zona que se podrían datar en el último tercio del IV milenio a. C.
Las terrazas del Castro de Abiada (castro protohistórico datado en la Edad de Hierro) han proporcionado cerámicas lisas a mano y monedas romanas (antoninianos).

## Mitología
El “Canto Trescoru” o “Cantu Tescoru” es “el lugar donde los romanos tomaban los augurios por el vuelo de las aves que en aquella se posaban,... sitios elegidos para ser consagrados en el campo a alguna divinidad pagana”.
Se conocía con ese nombre a una peña situada en las afueras del pueblo y próxima a la Colladía, junto a diversos restos de antiguas cabañas, que también recibe el nombre de pico Aguijón o Peña de Abiada, en el que se practicaba la adivinación del porvenir basándose en el comportamiento de las aves. Fue en suma una peña venerada a lo largo de muchos siglos y lugar de brujería”.
El nombre parece ser que se deriva de “tesquia orum”, nombre no latino, pero latinizado, que significa "lugar donde se toman los augurios", observando en este caso el vuelo de las aves que en tal piedra se posaban o sitios elegidos para ser consagradas en el campo de alguna divinidad pagana. Los comentaristas destacan los dones de los pájaros, que conocen mejor que el hombre, cómo deben sortear ciertos fenómenos meteorológicos y su misterioso instinto de observación.
En este Cantu Trescoru nos dice la leyenda que nuestros antepasados podían presagiar la estabilidad del buen tiempo o la proximidad de los nubarrones cargados de tormenta; podían tomar presagios de la firmeza del ausente o la de su constancia veleidosa, etcétera.

## Personas destacadas
- José de los Ríos Lamadrid: Nació en 1802. Fue Obispo de Lugo.

## Monumentos y lugares de interés
- Iglesia de San Cristóbal (siglos XVII-XVIII): Aloja un retablo mayor prechurrigueresco.
- Conjunto arquitectónico rural, como la casa de la familia De los Ríos (Sopeña), casa de los Valle, etc.
- Los Castros.
- La Cagiga de Abiada (en la casa particular de la familia De los Ríos, Sopeña), seguramente la cagiga más hermosa de Cantabria, por sus dimensiones al alcanzar el tronco los siete metros de circunferencia, y su copa perfectamente equilibrada de 40 metros de envergadura. Este árbol singular se encuentra en la parte alta del pueblo. También reseñable es el tejo situado en la finca particular de una casa que está enfrente de la iglesia bajando por la calle que lleva en dirección a Entrambasaguas.

## Fiestas
- Fiesta de Los Campanos, se celebra el primer domingo de septiembre, es una Fiesta de Interés Turístico Regional.

## Etimología
El significado de Abiada es: paraje fluvial.
Desde los estudios de Hans Krahe se considera que un antiquísimo sustrato "antiguo europeo" (Alteuropäisch), se extendió por gran parte de Europa y áreas mediterráneas. Javier de la Hoz (1963) señaló numerosos ejemplos de esta hidronimia "antiguo europea" existentes en territorio de lo que posteriormente sería Cantabria, uno de ellos es Abiada (de *ab- o *av-). Estas raíces indoeuropeas arcaicas aluden al agua, a los ríos o a alguna de sus características, en ellas tiene también su origen el río Híjar, cercano a la localidad.